# Barcelos
För andra betydelser, se Barcelos (olika betydelser).

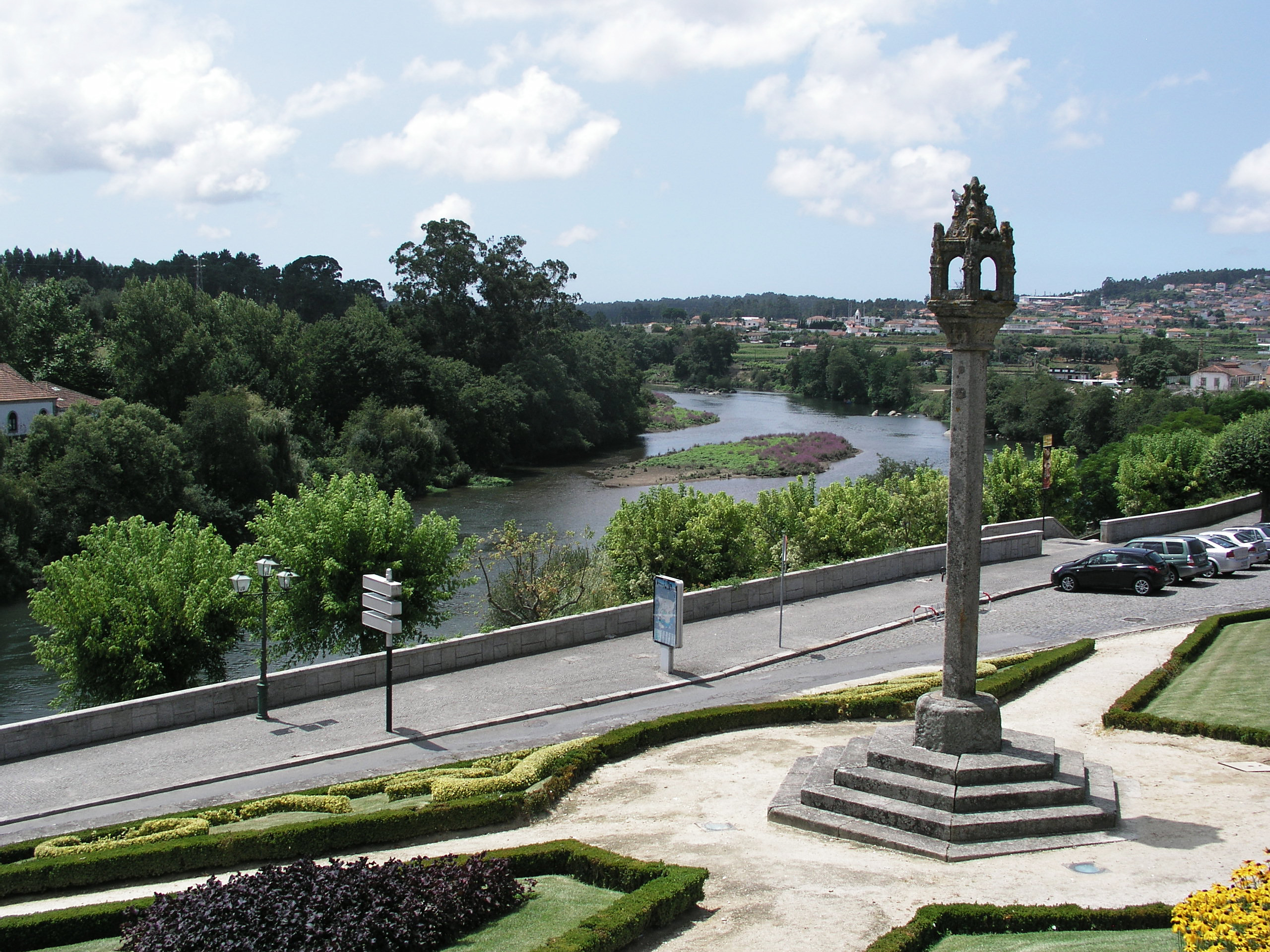
Pelourinho de Barcelos, också känd som picota, är uppställd mellan Igreja Matriz de Barcelos och floden Cávado, invid ruinerna av Paço dos Condes de Barcelos.

Barcelos är en stad i distriktet Braga i regionen Norra Portugal i Portugal som år 2008 hade 124 555 invånare. Ytan uppgår till 378,70 km². Barcelos är indelad i 61 freguesias vilket gör den till den kommun som har flest freguesias i hela landet. 
Kommunen Barcelos fick sin foral (stadsprivilegier) av kung Alfons I av Portugal 1140.
Barcelos är hemorten för den portugisiska tupp man kan se i många former i souvenirbutikerna och som är en av de främsta symbolerna för Portugal. Tuppen är också associerad med Legenden om tuppen i Barcelos.

## Demografi
| Befolkningen i Barcelos (1801 – 2008) | Befolkningen i Barcelos (1801 – 2008) | Befolkningen i Barcelos (1801 – 2008) | Befolkningen i Barcelos (1801 – 2008) | Befolkningen i Barcelos (1801 – 2008) | Befolkningen i Barcelos (1801 – 2008) | Befolkningen i Barcelos (1801 – 2008) | Befolkningen i Barcelos (1801 – 2008) | Befolkningen i Barcelos (1801 – 2008) |
| ------------------------------------- | ------------------------------------- | ------------------------------------- | ------------------------------------- | ------------------------------------- | ------------------------------------- | ------------------------------------- | ------------------------------------- | ------------------------------------- |
| 1801                                  | 1849                                  | 1900                                  | 1930                                  | 1960                                  | 1981                                  | 1991                                  | 2001                                  | 2008                                  |
| 78.934                                | 40.859                                | 46.953                                | 58.360                                | 83.211                                | 103.773                               | 111.733                               | 122.096                               | 124.555                               |

## Freguesias
Barcelos är indelad i 61 freguesias:

- Abade de Neiva
- Aborim
- Adães
- Airó
- Aldreu
- Alheira e Igreja Nova
- Alvelos
- Alvito (São Pedro e São Martinho) e Couto
- Arcozelo
- Areias
- Areias de Vilar e Encourados
- Balugães
- Barcelinhos
- Barcelos, Vila Boa e Vila Frescainha (São Martinho e São Pedro)
- Barqueiros
- Cambeses
- Campo e Tamel (São Pedro Fins)
- Carapeços
- Carreira e Fonte Coberta
- Carvalhal
- Carvalhas
- Chorente, Góios, Courel, Pedra Furada e Gueral
- Cossourado
- Creixomil e Mariz
- Cristelo
- Durrães e Tregosa
- Fornelos
- Fragoso
- Gamil e Midões
- Gilmonde
- Lama
- Lijó
- Macieira de Rates
- Manhente
- Martim
- Milhazes, Vilar de Figos e Faria
- Moure
- Negreiros e Chavão
- Oliveira
- Palme
- Panque
- Paradela
- Pereira
- Perelhal
- Pousa
- Quintiães e Aguiar
- Remelhe
- Roriz
- Santa Eugénia de Rio Covo
- Santa Maria de Galegos
- São Martinho de Galegos
- São Veríssimo de Tamel
- Sequeade e Bastuço (São João e Santo Estêvão)
- Silva
- Silveiros e Rio Covo (Santa Eulália)
- Tamel (Santa Leocádia) e Vilar do Monte
- Ucha
- Várzea
- Viatodos, Grimancelos, Minhotães e Monte de Fralães
- Vila Cova e Feitos
- Vila Seca

## Sevärdheter
- Paço dos Condes de Barcelos
- Igreja Matriz de Barcelos